# Wydział Informatyki Zachodniopomorskiego Uniwersytetu Technologicznego w Szczecinie
Wydział Informatyki ZUT – jeden z jedenastu wydziałów Zachodniopomorskiego Uniwersytetu Technologicznego w Szczecinie.
Choć sam Wydział Informatyki powstał w 1999 roku, początki jego rozwoju sięgają roku 1972 i powstałego wówczas Zakładu Automatyki i Techniki Systemów. Zakład zajmował się badaniami nad zastosowaniem komputerów w automatyzacji statku, sterowaniu flotą morską, monitoringu oraz diagnostyce maszyn. W 1989 roku zakład przekształcił się w Katedrę Informatyki i Automatyki Morskiej, następnie w 1991 w Instytut Informatyki i Automatyki Morskiej, w 1995 w Instytut Informatyki i ostatecznie w 1999 w Wydział Informatyki. Był to najmłodszy Wydział Politechniki Szczecińskiej. W 2009 roku wszedł w struktury ZUT.
Jego budynki znajdują się w Szczecinie przy ulicy Żołnierskiej 49 i Żołnierskiej 52.

## Kierunki kształcenia
Dostępne kierunki:
- Informatyka (studia I i II stopnia)
- Programowanie komputerów (studia podyplomowe)
- Programowanie z elementami systemów wbudowanych (studia podyplomowe)

## Poczet dziekanów
1. prof. dr inż. Jerzy Sołdek (1999–2002)
2. prof. dr hab. inż. Andrzej Piegat(inne języki) (2002–2005)
3. dr inż. Włodzimierz Ruciński (2005–2008)
4. prof. dr hab. inż. Antoni Wiliński (2008–2016)
5. dr hab. inż. Jerzy Pejaś(inne języki) (2016–2024)
6. dr hab. inż. Krzysztof Małecki (od 2024)[2]

## Władze Wydziału
W kadencji 2024–2028:
| Stanowisko                               | Imię i nazwisko                  |
| ---------------------------------------- | -------------------------------- |
| Dziekan                                  | dr hab. inż. Krzysztof Małecki   |
| Prodziekan ds. studenckich i kształcenia | dr inż. Anna Barcz               |
| Prodziekan ds. studenckich i kształcenia | dr inż. Piotr Błaszyński         |
| Prodziekan ds. organizacji i rozwoju     | dr inż. Mirosław Łazoryszczak    |
| Przewodniczący dyscypliny naukowej       | prof. dr hab. inż. Marcin Korzeń |

## Struktura organizacyjna
| Katedra                                                 | Kierownik                       |
| ------------------------------------------------------- | ------------------------------- |
| Katedra Sztucznej Inteligencji i Matematyki Stosowanej  | dr hab. inż. Marcin Pluciński   |
| Katedra Inżynierii Oprogramowania i Cyberbezpieczeństwa | dr inż. Piotr Błaszyński        |
| Katedra Architektury Komputerów i Telekomunikacji       | dr inż. Mirosław Łazoryszczak   |
| Katedra Systemów Multimedialnych                        | dr hab. inż. Paweł Forczmański  |
| Katedra Inżynierii Systemów Informacyjnych              | dr hab. inż. Jarosław Jankowski |